# Молина, Ядьер
Ядьер Молина (исп. Yadier Molina; родился 13 июля 1982 года в городе Баямон, Пуэрто-Рико) — пуэрто-риканский бейсболист, игравший на позиции кэтчера.

## Карьера
Дебют Ядьера Молины в составе «Кардиналов» состоялся 3 июня 2004 года, в поединке против «Пайрэтс», когда он заменил в составе нынешнего менеджера команды Майка Матени. В том же году «Кардиналы» проиграли в Мировых Сериях «Ред Сокс», а Ядьер вышел в стартовом составе на последнюю, четвёртую игру.
Перед сезоном 2005 года, Майк Матени подписал контракт с «Джайнтс», и путь в основу для Ядьера был свободен.
Перед сезоном 2006 года Молина сменил номер, с 41-го на 4-й. Его двойной хоум-ран в девятом иннинге принёс победу «Кардиналам» в седьмом матче финальной серии национальной лиги с «Метами» и позволил попасть в Мировую Серию.
14 января 2008 года Ядьер заключил четырёхлетний контракт с «Кардиналс» на 15,5 млн долларов сроком на четыре года. После сезона 2008 года, Молина получил премию Голден Глоув Эворд. В 2009 году был впервые выбран на участие в Матче Всех Звёзд, с тех пор он участвует в шоу ежегодно.
5 апреля 2010 года Ядьер выбил свой первый грэнд-слэм в поединке против «Милуоки», став третьим игроком в истории «Кардиналс», которому удавалось это в матче-открытии.
1 марта 2012 года Ядьер подписал с «Сент-Луисом» пятилетний контракт на сумму 75 млн долларов.

## Семья
Имеет двух старших братьев, Бенджи и Хосе, также кэтчеров МЛБ. Все трое становились в разное время победителями Мировой Серии. Ядьер сделал это в 2006 и 2011 годах, Бенджи — в 2002, а Хосе — в 2002 и 2009.
В 2007 году Молина женился на Ванде Торрес и в браке у пары родилось трое детей — два сына (4.09.2008 и 4.07.2010) и дочь (6.02.2016).
Живёт в Вега-Альте, городе в Пуэрто-Рико. На время сезона проживает в Кэйсивилле, штат Иллинойс.